# Bernos-Beaulac
Bernos-Beaulac egy francia település Gironde megyében az Aquitania régióban. Lakosainak száma 1134 fő (2022. január 1.).

## Adminisztráció
Polgármesterek:
- 2008–2020 Philippe Courbe (PS)

## Demográfia
| Lakosok száma | 1050 | 939  | 1020 | 1065 | 1146 | 1139 | 1104 | 1125 | 1135 | 1134 |
|               | 1968 | 1982 | 1990 | 2006 | 2013 | 2015 | 2017 | 2019 | 2020 | 2022 |

## Testvérvárosok
- Spanyolország Huércanos 1992-óta